# Volení chalífové
Volení chalífové jsou první čtyři nástupci proroka Mohameda vládnoucí v letech 632–661. Sunnité je nazývají al-chulafá’ ar-rášidún (chalífové beroucí se správnou cestou). Tito první chalífové žili prostým životem, který se nijak výrazně neodlišoval od života ostatních věřících. Tak jako prorok Mohamed osobně řídili modlitby a svou funkci chápali spíše jako čestný úřad.
- Abú Bakr (632–634)
- Umar ibn al-Chattáb (634–644)
- Uthmán ibn Affán (644–656)
- Alí ibn Abí Tálib (656–661)